# Шаїр Аутар
Шаїр Аутар (Ша'ір Автар, Ша'ір 'Аутар або Ша'р Аутар; Sha'r Awtar) — малік Саби близько 210—230 років з хамданитської династії, син і співправитель царя Алхана Нахфана. Тимчасово відродив гегемонію Сабейської держави на півдні Аравійського півострова, в результаті чого близько 220 року знову прийняв подвійний титул «малік Саби і Зу Райдана».

## Походження і початок правління
Шаїр Аутар був сином сабейського маліка Алхана Нахфана; в написах батька Шаїр Аутар фігурує як його співправитель і, як наслідок, престолонаслідник. Після смерті батька Шаїр Аутар, судячи з усього, без будь-яких проблем успадкував сабейський престол. Це сталося близько 210 року. У посвячувальному написі CIH 308, виявленому в храмі Турат (на північ від Сани), в якому малік Алхан Нахфан і його син-співправитель Шаїр Аутар дякують своєму родовому богу-покровителю Таалабі Ріяму (місцевому бога Місяця і верховному божеству області Сумай) «за укладення військового союзу з правителем Хабашат (Абісинії) Гадарою подібно до того, як був укладений союз з правителем Хадрамаута Ядаабом Гайланом, до цього посвячення». У подяку за це маліки Саби присвятили своєму богові тридцять бронзових статуй.

## Правління
Шаїр Аутар продовжив політику батька, спрямовану на розширення і зміцнення влади Саби на півдні Аравії. Для досягнення цієї мети, йому спочатку доводилося підтримувати союзницькі відносини з абіссіно-аксумським негусом Гадарою, війська якого до того часу, судячи з усього, вже пішли з Аравійського півострова. Відомості про це містяться, зокрема, в сакральному написі Ja 631 з центрального марібського храму Аввам, в якому один з полководців Шаїра Аутара, кайл Катбан Авкан з роду Бану Гурат, присвячує верховному сабейському богу Алмакаху дві бронзові статуї в подяку за допомогу Катбану Авкану і його громаді «у багатьох боях і бойовищах і битвах і сутичках і зіткненнях, в яких він брав участь і бився з правителями і військами, які боролися і воювали проти пана їх, Шаїра Аутара», а також за допомогу в успішному здійсненні дипломатичної місії, під час якої Катбан Авкан, посланий Шаїром Аутаром з посольством в землю Хабашат до Гадари, уклав необхідні сабейському маліку угоди і успішно повернувся додому з «гарною відповіддю, яка задовольнила їх пана у всьому, з чим він посилав їх».
Крім Аксума, Шаїр Аутар підтримував союз з Хадрамаутом, укладений ще під час правління Алхана Нахфана, причому в цьому союзі Шаїр Аутар займав домінуюче положення. В 222—223 роках він надав військову допомогу хадрамаутскому правителю Іліаззу Йалуту, чоловіку своєї сестри, під час повстання громад і племен у Внутрішньому Хадрамауті. Однак Іліазза Йалута, скоріш за все, обтяжував союз з Шаїром Аутаром і він спробував поширити свою владу на частину території колишнього Катабана. Після того, як близько 225 року або у 2-й половині 20-х років III сторіччя правитель Хадрамаута без санкції Саби захопив катабанске місто Абадан, Шаїр Аутар пішов на нього війною, розбив його військо, а самого Іліазза Йалута захопив у полон. Сабейські війська розорили столицю Хадрамаута і його головний порт Кану, а сестра Шаїра Аутара — Маликхалак, яку, ймовірно, до цього часу вже перевели в розряд заручниць, була повернена в Маріб. Крім підкорення Хадрамаута, написи Ja 634, Ja 635 та Ja 641 повідомляють про похід Шаїра Аутара проти племені кіндитів, під час якого його війська захопили і розграбували кіндитську столицю Карьят зат-Кахл (Карьят аль-Фау), розташовану в оазі між Наджраном і Ямамою на караванному шляху з заходу на схід.
Досягнувши певних успіхів в утвердженні панування Сабейської держави над територією Південної Аравії, Шаїр Аутар між 218 та 223 роками прийняв титул «малік Саби і Зу Райдана», тим самим заявляючи про свою владу не тільки над Сабою, але і над територією Хим'яра. Незважаючи на це, певна частина території Хим'яра, судячи зі збережених написів, продовжувала контролюватися місцевою династією. Приміром, у зазначеному вище написі Ja 631 кайл Катбан Авкан оповідає про свою перемогу над взявшими в облогу Зафар (столицю Хим'яра) аксумскими військами під проводом полководця Бігу (Байгу). У цій битві, що тривала кілька днів, на стороні Катбана Авкана на чолі своїх військ брав участь хим'яритський правитель Ліазіз Йуханіф Йухасдік, який також носив титул «малік Саби і Зу Райдана». На думку французького орієнталіста Крістіана Робена, невдале аксумське вторгнення в Хим'яр під проводом Бігу могло мати місце у другій чверті III сторіччя, як при сабійському маліку Шаїрі Аутарі, так і при його наступнику Лахайасаті Йархамі; згідно з іншою версією (М. Д. Бухарін, Н. Небес), текст напису Ja 631 свідчить, що причиною вторгнення аксумітів до Південної Аравії під командуванням Бігу стала саме смерть Шаїра Аутара, після якої настав період міжцарів'я і негус Аксума вважав себе вільним від союзницьких угод, укладених з покійним маліком Саби.
Малік Шаїр Аутар помер близько 230 року. За життя він зробив співправителем свого молодшого брата Хайвастара Йаду, розраховуючи передати йому престол у спадок, проте Хайвастар не зміг утвердитися як наступний малік Саби. Наступником Шаїра Аутара на сабейському престолі став Лахайасат Йархам, родинні зв'язки якого з попередніми маліками не відомі. За оцінкою радянського сабеіста Авраама Лундіна, Шаїр Аутар є одним із найвідоміших сабейських маліків, у правління якого Сабейська держава досягла великої могутності і розповсюдило свою гегемонію практично на всю територію сучасного Ємену, за винятком Хадрамауту.